# 旧波門崎燈籠堂
旧波門崎燈籠堂（きゅうはとさきとうろうどう）は、兵庫県明石市の明石港にある旧灯台。藩政時代からある明石港のランドマークである。1963年（昭和38年）に航路標識としての機能は廃止になったが、2014年（平成26年）に国の登録有形文化財に登録された。その後、2021年1月25日付けで明石市指定文化財に変更された。

## 概要
旧波門崎燈籠堂（通称 明石港旧灯台）は石造の灯台で、1657年に当時の明石藩主 松平忠国によって造られたと考えられてきたが、1649年までに制作された「播州明石城図」に登場する。
古代明石港は明石川河口にあったと推測されているが、1621年 当時の明石藩主 小笠原忠真によって城造り、町造りの一環として砂浜に掘り込みを行い新たに明石港が作られた。1640年代に描かれた城絵図にはトウロと記された灯籠が描かれている。その後遠方から灯火を見られるように櫓を高く構えるようになり、1657年に現在の石造りの灯籠堂となった。この旧灯台は現存する日本の旧灯台のうち、設置年代は2番目に古く、石造では最古である。2014年4月25日に国の登録有形文化財に登録されていたが、2021年1月25日付けで明石市指定文化財に変更された。老朽化に伴い保存方法を検討、2022年から復元工事を開始、2023年10月灯籠部分は明治時代の写真を元に木製の姿に復元された。

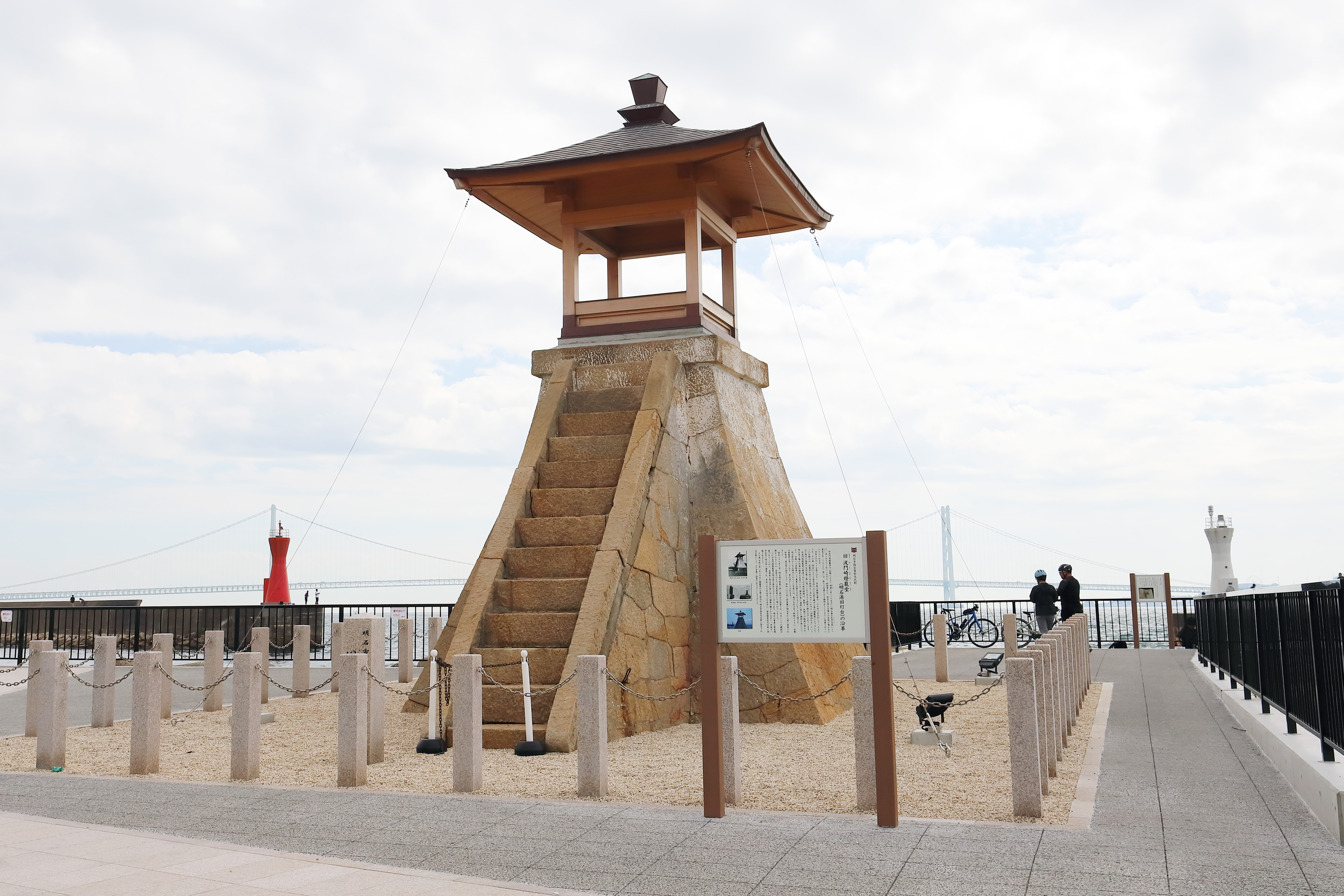
復元工事後の旧波門崎燈籠堂
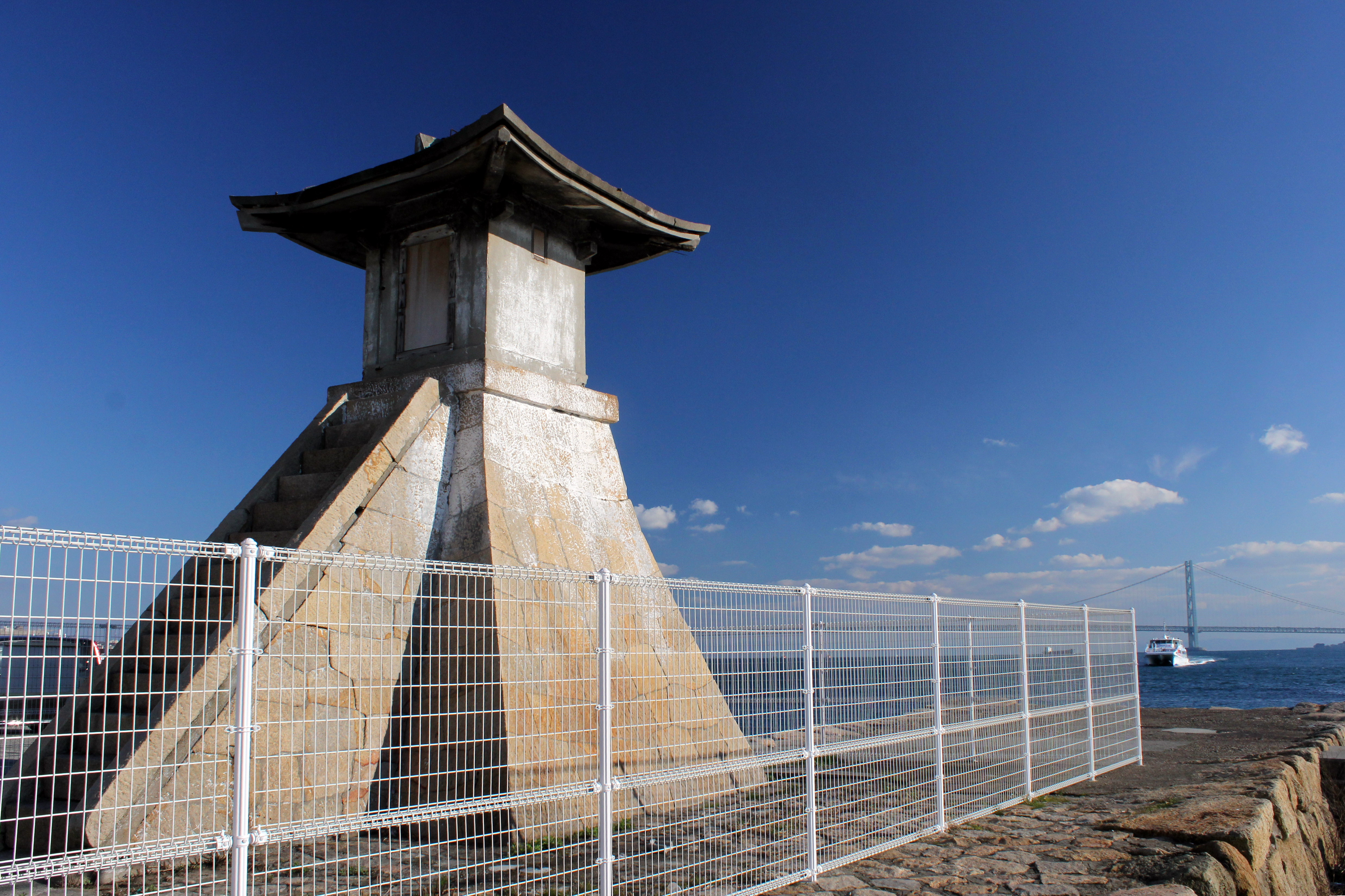
復元工事前の旧波門崎燈籠堂
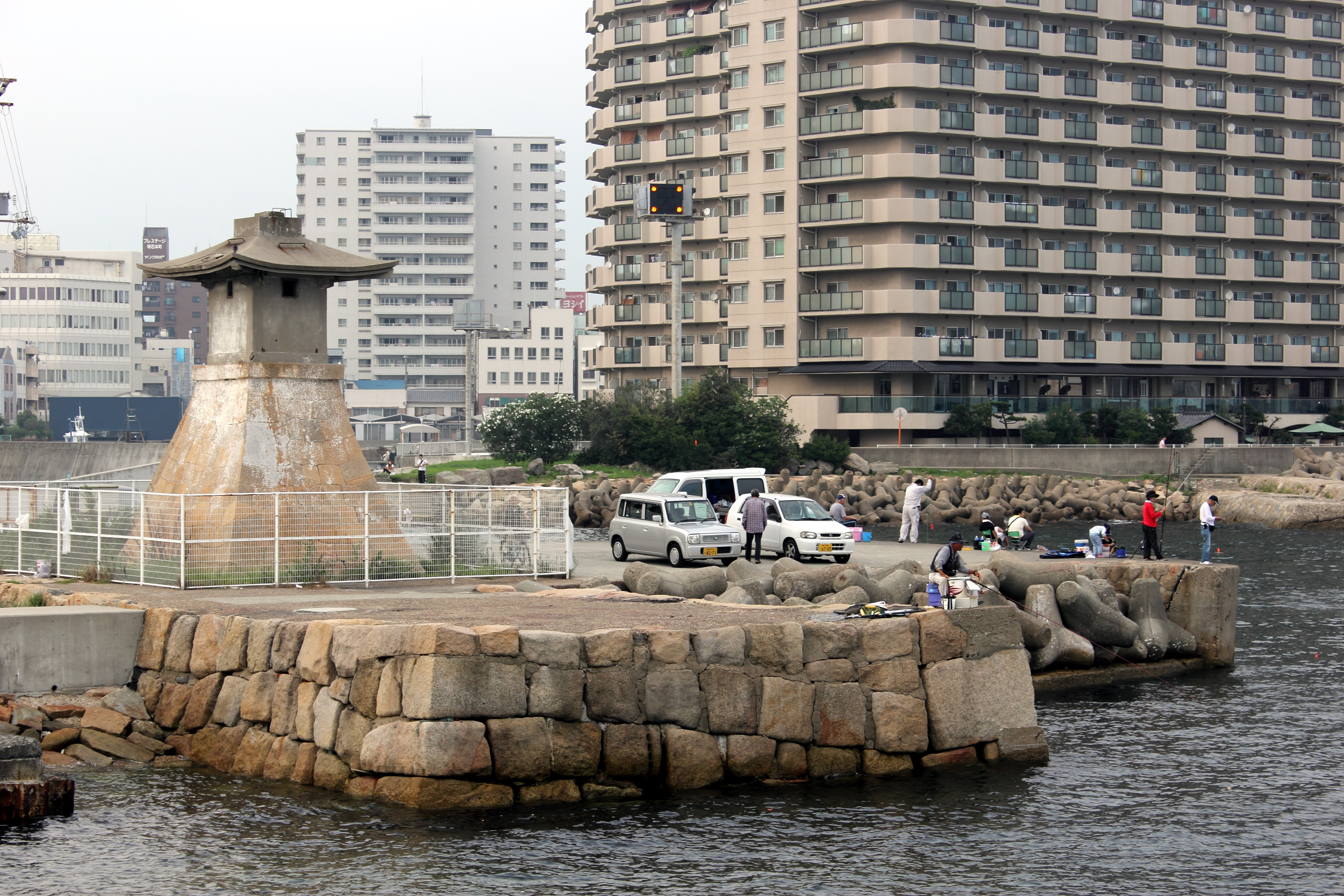
旧波門崎燈籠堂
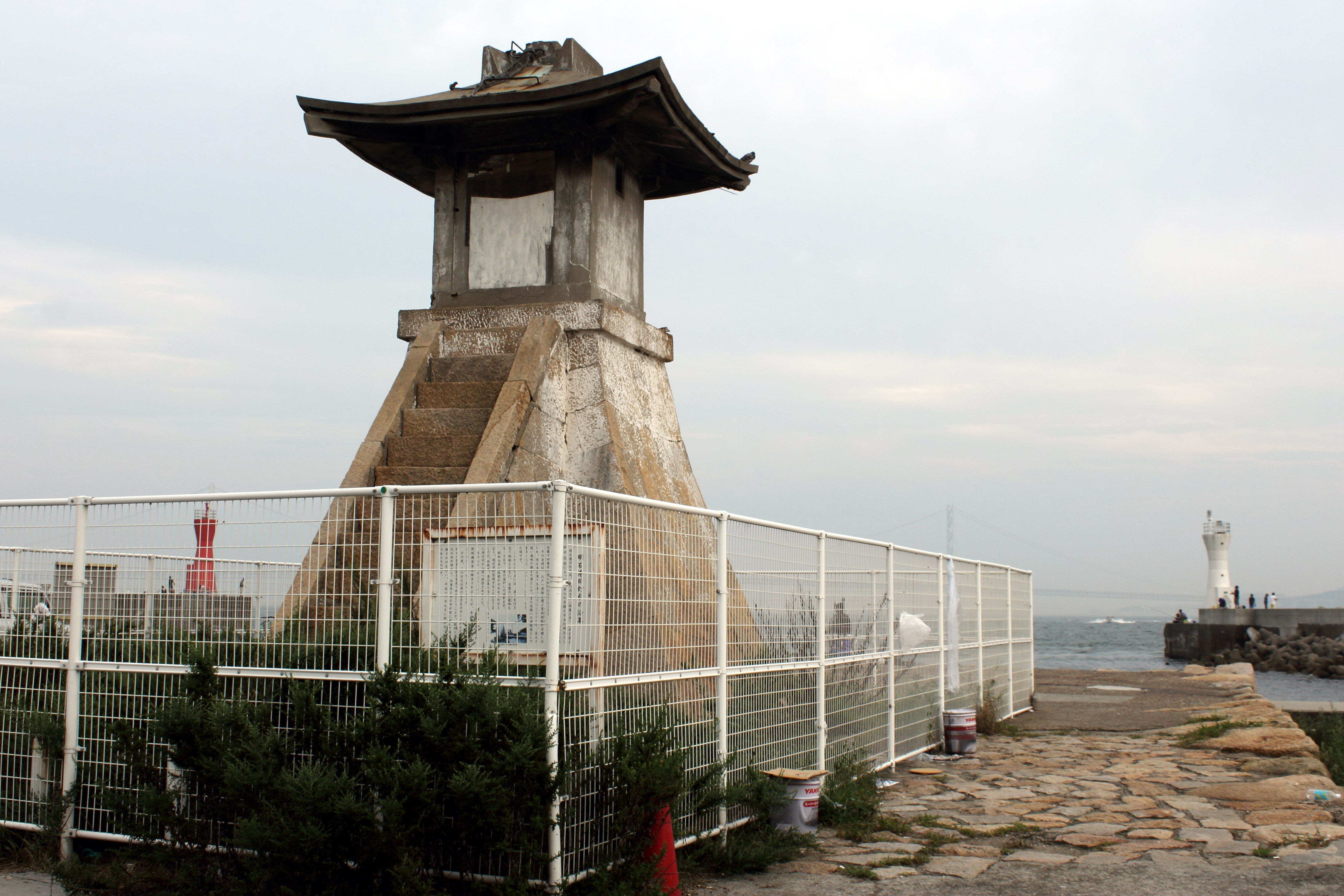
旧波門崎燈籠堂と新灯台
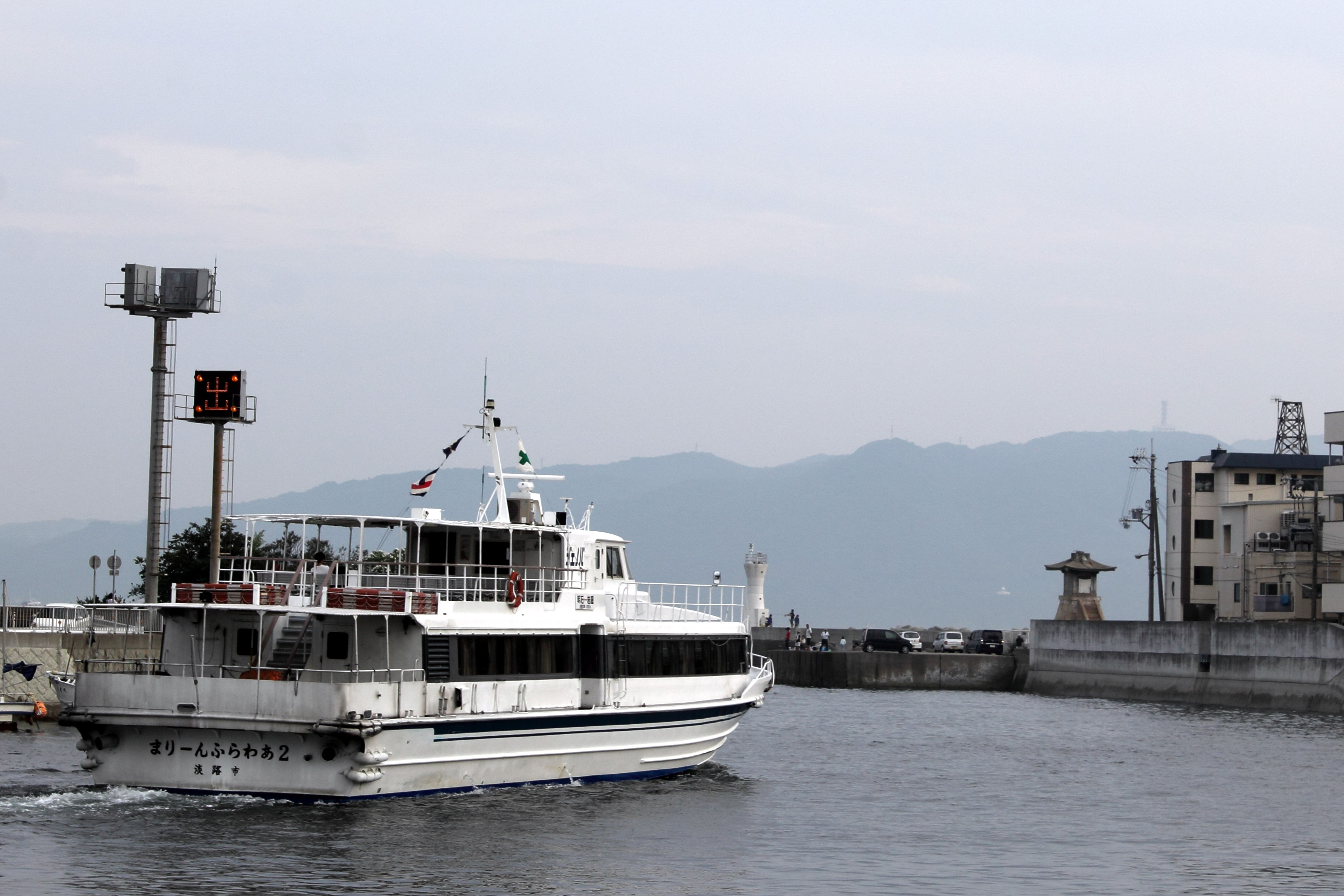
明石港を出港するまりーんふらわあ2と旧波門崎燈籠堂

## 歴史
- 1622年（元和8年)[3] - 明石藩主 小笠原忠真によって城造り、町造りの一環として砂浜に掘り込みを行い明石港が作られた。
- 1639年から1649年頃 - この頃に描かれた城絵図に既にトウロと記した灯籠が描かれている。
- 1657年（明暦3年）- 明石藩主 松平忠国によって現在の形の石造灯台が作られた[1]。これまでは、そう考えられてきたが、1649年までに制作された「播州明石城図」に登場する。
- 1873年（明治6年）- 光源にガスを使用。
- 1883年（明治16年）- 白ペンキ塗りに改修。
- 1932年（昭和7年）- 逓信省所管となる。
- 1951年（昭和26年）- 所有権が国に移管。
- 1953年（昭和28年）- 上部の笠部分を木製からコンクリートに変更、燈籠部を囲い光源を電気照明器具に変更する改修が行われた。
- 1963年（昭和38年）- 明石港の拡張で沖合に新灯台が設置されたため、航路標識としては機能廃止となり光源を撤去。
- 1999年（平成11年）- 海上保安庁から明石市に譲渡。
- 2014年（平成26年）4月25日 - 国の登録有形文化財に登録[1]
- 2021年（令和3年）1月25日 - 明石市指定文化財に登録[2]
- 2022年（令和4年）10月18日 - 老朽化に伴う復元工事完了。明治時代の写真資料[6]をもとに燈籠部が木製に復元[7]された。